# HMS Charlock (K395)
HMS Charlock (K395) je bila korveta izboljšanega razreda Flower, ki je med drugo svetovno vojno plula pod zastavo Kraljeve vojne mornarice.

## Zgodovina
Leta 1946 je bila korveta predana Kraljevi indijski vojni mornarici, kjer so jo preimenovali v HMIS Mahratta (K395).